# Roy Fleetwood
Roy Fleetwood (* 1946 in London) ist ein britischer Architekt und Designer. Er ist Direktor des Office for Design Strategy in Cambridge, England.

## Leben
Fleetwood studierte von 1965 bis 1971 Architektur in Liverpool und als Stipendiat in Rom. Er war von 1973 bis 1983 Partner im renommierten Architekturbüro von Norman Foster in London sowie von 1983 bis 1986 dessen Repräsentant in Hongkong. Unter seiner Verantwortung entstand der Bau der Hongkong und Shanghai Bank in Hongkong, des Sainsbury Centre for Visual Arts in Norwich und des Renault Centre in Swindon. Fleetwood arbeitete weltweit mit Firmen wie Bulthaup, ERCO, Vitra und Hitachi u. a. zusammen und machte sich einen Namen als Produkt-Designer. Er erhielt die verschiedensten Designpreise.
Fleetwood gründete 1986 das "Office for Design Strategy" in Cambridge und 1988, mit seinem Partner Kenji Sugimura, das Architekturbüro Sugimura Fleetwood Architects and Engineers in Tokio. Seit 2004 ist er zudem Professor und hat einen Lehrstuhl für Design an der Victoria University of Wellington (VIC) in Wellington, Neuseeland. Er ist Gastprofessor an Hochschulen in Europa, Amerika und Japan. 2007 war er Mitglied der Jury des red dot design award:product design.

## Auszeichnungen
- Red dot design award
- iF Industrie Forum Design, darunter iF Awards für Design und Innovation
- iF Ecology Design Award für die solarbetriebene Beleuchtung (für YKK, Japan)
- Minerva Award der Chartered Society of Designers in England (für Erco, Deutschland)
- Bundespreis Produktdesign des deutschen Bundeswirtschaftsministeriums (für Erco, Deutschland)
- G-Mark Award der Japan Industrial Design Promotion Organisation (für YKK, Japan)
- Ecomark Award der Japan Environment Association (für YKK, Japan)